# Banská Štiavnica (nádraží)
Banská Štiavnica je železniční stanice v Banské Štiavnici. Nachází se na trati 154 Hronská Dúbrava – Banská Štiavnica. Není elektrifikována.

## Doprava
Ve stanici jsou 2 dopravní, 1 manipulační a 2 odlehčovací koleje. Je konečnou stanicí trati Hronská Dúbrava – Banská Štiavnica. Staniční budova byla dokončena v roce 1950 a patří pod Krajské ředitelství Zvolen.

## Stanice úzkokolejky
Stanice Banská Štiavnica původní úzkorozchodné trati o rozchodu 1000 mm z let 1873–1949 se nacházela blíže k centru města, přibližně 1 km severozápadně od současné stanice normálního rozchodu, poblíž Základní školy Jozefa Horáka v oblasti ulic Kolpašská, Železničiarska a Staničná. Její nádražní budova je v současnosti využívána jako obytný dům.